# Winkelshoek
De Winkelshoek is een buurtschap ten westen van het dorp Zelhem in de gemeente Bronckhorst in de Nederlandse provincie Gelderland. De Winkelshoek grenst in het westen aan de buurtschap Wittebrink en in het oosten aan de Wassinkbrink.
Het landschap in de Winkelshoek bestaat uit dekzandreliëf met dekzandruggen en -kopjes. Het kent een afwisseling van cultuurland: weilanden op de lagere, nattere plekken en akkers op de hoger gelegen essen. Hiertussen liggen bosjes, houtsingels en andere natuurelementen. De buurtschap kent voornamelijk verspreid liggende bebouwing.
Om hier ook in de toekomst goed te kunnen wonen, werken en recreëren is in 2011 het project Trots op de Heidenhoek, de Wassinkbrink en de Winkelshoek gestart om samen met de bewoners te werken aan het behoud en de versterking van het karakteristieke landschap. Bij dit project zijn de Stichting Achterhoek weer mooi, de Provincie Gelderland, de gemeente Bronckhorst, de Stichting Landschapsbeheer Gelderland en de Stichting Staring Advies betrokken.
Hoofdplaats: Hengelo      Stadjes: Bronkhorst · Laag-Keppel

Dorpen: Achter-Drempt · Baak · Drempt · Halle · Hengelo · Hoog-Keppel · Hummelo · Keijenborg · Kranenburg · Olburgen · Steenderen · Toldijk · Velswijk · Vierakker · Voor-Drempt · Vorden · Wichmond · Zelhem

Buurtschappen: Bekveld · Delden · Dunsborg · Eldrik · Gooi · Halle-Heide · Halle-Nijman · Heidenhoek · Heurne (deels) · Linde · De Meene · Medler · Meuhoek · Mossel · Noordink · Oosterwijk · Rha · Varssel · Veldhoek (deels) · Veldwijk · Wassinkbrink · Wientjesvoort · Wildenborch · Winkelshoek · Wittebrink · Wolfersveen

Voormalige gemeenten: Hengelo · Hummelo en Keppel · Steenderen · Vorden · Zelhem

Gelderland · Steden en dorpen in Gelderland      Nederland · Provincies · Gemeenten